# 米倉みゆ
米倉 みゆ（よねくら みゆ、1993年〈平成5年〉6月30日 - ）は、日本のコスプレイヤー、グラビアアイドル、タレント。女性アイドルグループ「【eN】」（えん）の元メンバーである。茨城県出身。愛称は「よねさん」。

## 略歴
18歳の時、専門学校のファッションショーに参加したのを機にモデルを夢見るようになる。その後20歳の時、表参道でスカウトされたことをきっかけにモデル・イベントコンパニオンとしての活動を開始。シュートボクシングのラウンドガール（2017年）等を経て、2019年結成のアイドルグループ「【eN】」メンバーとして同年11月11日にライブデビュー。2020年には週刊ヤングジャンプの『サキドルエースSURVIVAL』にもエントリーしたが、2021年8月1日に下北沢シャングリラで行われた『【eN】東名阪ツアーFinal〜4人の絆は永遠だから〜』をもって卒業。グループ内での担当カラーは赤だった。
2021年9月、東京オートサロンのイメージガール『A-class』の2022年度メンバーに選出。オートサロンでは2020年にFALKENブースのコンパニオンを務めたことがあり、これが自身2度目のリアル参加となった。同年度のA-classでは沙倉しずかに次ぐ2番目の年長者である。オートサロン内では日本レースクイーン大賞2021表彰式や「東京国際カスタムカーコンテスト表彰式」のステージアシスタントも務めた。翌2023年と2024年の東京オートサロンでは、SHIBATIREのレースクイーンとして再度出演を果たしている。
【eN】時代は株式会社プリュに所属していたが、2023年1月時点はフリーランスで活動している。
2021年5月には【eN】の同僚であったやまだなみとのコラボ写真集『なみゆのヒミツ』を発売。グループ卒業後、やまだとはグループ卒業後正式にユニット「めり〜ぽっぴん」を結成し、2023年5月1日に東京・HMV&BOOKS SHIBUYAでデビューイベントを行った。その傍ら同年7月3日には、ジュピラー・プロ・リーグに所属するシント=トロイデンVVのイメージガールに当たる『シントトロイデンガールズ』の2代目メンバーに選ばれた。やまだとは一緒に会社を経営し、『サウナ東京』所属の熱波師“ポッピン東京”としても活動している。
2024年はミス浴衣ジェニック2024に輝く他、キックボクシング『KNOCK OUT』のラウンドガールに当たる「KNOCK OUTガールズ」としても活動する。

## 人物・エピソード
- 身長169cmで“奇跡の8頭身”と呼ばれている[4][25][26][27]。子供の頃から水泳を習い、小学5年からバレーボール部に入っていた[5][動画 1]。
- 高校卒業後は古着屋・ケーキ屋・八百屋のアルバイトを経て金融機関でOLをしていたが[28][29]、程なくして退職し芸能活動を始めた[29]。その古着屋で働いた才能を生かし、『CHILL SPIRIT』（チル・スピリット）という自身のアパレルブランドを立ち上げた[30]。
- 本人曰く、高校時代から肌荒れが激しかったため[5]、アルバイトで稼いだお金で美容院や病院に行って治療したとのこと[28]。その関係から美活を趣味としており[30]、特に肌の再生を促す「ダーマペン4」は5～6回くらい受けたという[28]。
- 先述の【eN】で共働した「やまだなみ」とのコンビは“なみゆ”と呼ばれていた[17]。
- 好きな車はシボレー・カマロ[30]。
- UVERworldのファンで、同バンドの曲の歌詞である「他の誰かの正解は僕の答えじゃない[注 6]」を座右の銘としている[25]。
- 自身のファンの愛称は『米倉教団』[31]。

## 作品

### 配信アルバム
- My lifelong treasure（2021年8月2日）[32]

1. 永eNの絆
2. 無限大Shooter
3. ふたりぞら

### デジタル写真集
- はじめまして、米倉みゆです。New Charm（2020年6月29日、Amazon Kindle版）[33]
- 米倉みゆ&やまだなみ「なみゆのヒミツ 完全版」（2021年5月21日、Amazon Kindle版）[17]

## 出演

### テレビ番組
- 全力坂（テレビ朝日）
  - 2020年11月24日未明放送「志村城址坂」[動画 3]
  - 2020年12月11日未明放送「志村一丁目坂」[動画 4]
- 一夜づけ（2022年1月13日未明放送、テレビ東京） - A-classとして[34]

### 配信番組
- FINDER JAPAN TV（2019年10月7日放送、WALLOP）[動画 1]

### イベント

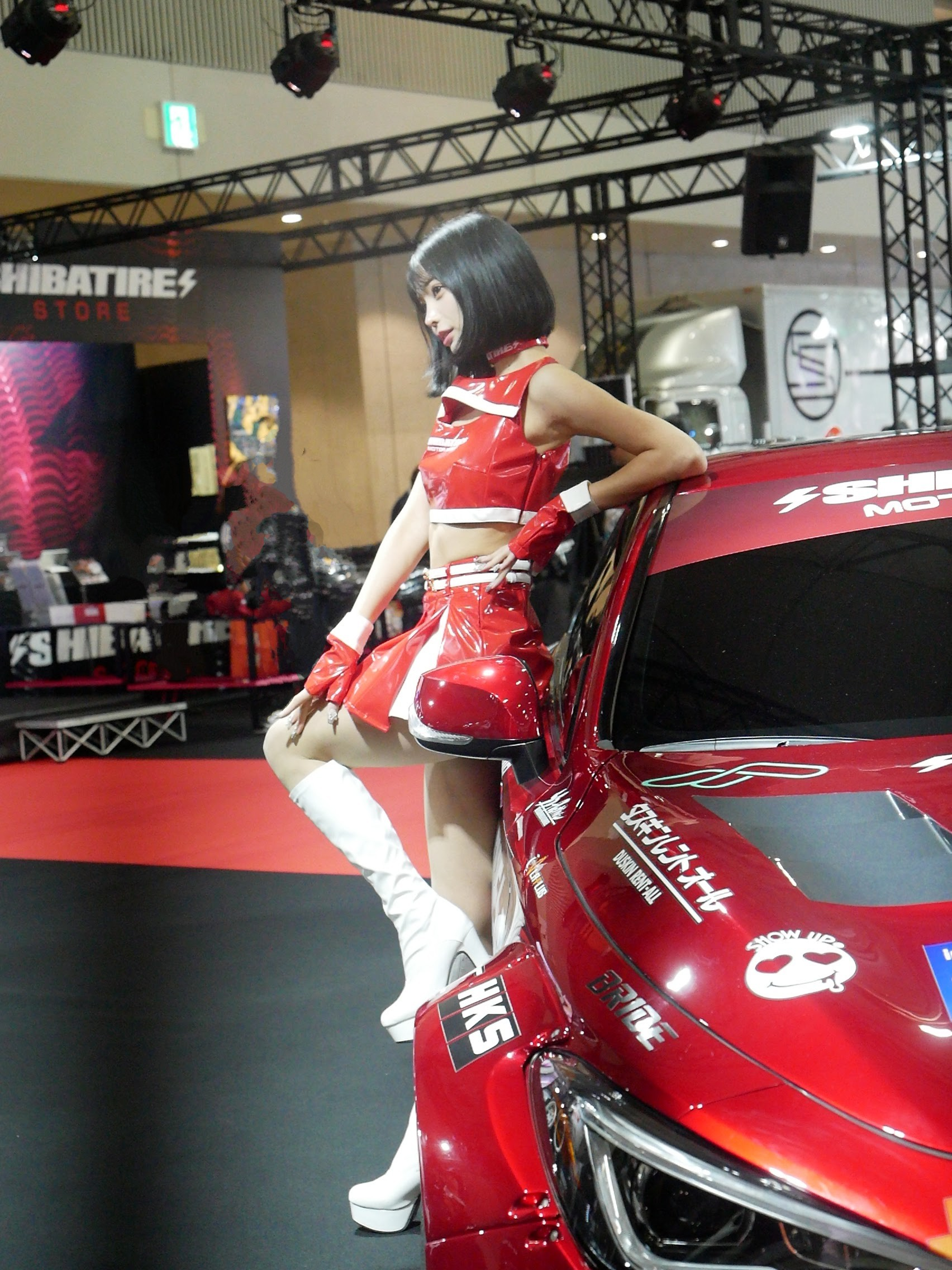
東京オートサロン2024にて

- -SHOOT BOXING BATTLE SUMMIT- GROUND ZERO TOKYO 2017（2017年11月22日、東京ドームシティホール） - ラウンドガール[注 7]
- 東京ゲームショウ2019「AKRacingブースコンパニオン」（2019年9月12日 - 15日、幕張メッセ）[動画 5]
- 近代麻雀水着祭2019　ラスト@サマー（2019年9月22日、川越水上公園）[35]
- TEPPEN WORLD CHAMPIONSHIP 2019（2019年12月27日、東京国際フォーラム） - ラウンドガール[36]
- コミックマーケット97（2019年12月30日 - 31日、東京ビッグサイト） - スポーツ報知ブースで初音ミクのコスプレを披露[37]
- 東京オートサロン2020「FALKENブースコンパニオン」（2020年1月10日 - 12日、幕張メッセ）[注 8]
- アイドラーズ12時間耐久レース（2020年7月19日、ツインリンクもてぎ） - 有栖未桜と共にTAKUMIモーターオイルのレースクイーンとしてスポット参加[38]
- 近代麻雀水着祭2020（2020年9月5日 - 6日、川越水上公園）[39]
- サマラン祭2020「サマラン水着撮影会」（2020年11月28日 - 29日、東京サマーランド）[40]
- Fresh! スペシャルプール大撮影会（2021年6月19日、さいたま水上公園）[26]
- W-Option JAMBOLEE（2021年10月10日、富士スピードウェイ） - A-class2022としてコスチュームを初披露[30]
- 池袋ハロウィンコスプレフェス2021（2021年10月30日 - 31日、サンシャインシティ）[27]
- コミックマーケット99（2021年12月30日 - 31日、東京ビッグサイト） - 「TRIBE NINE」ブースで桐嶋しずくと共演[41]
- 東京オートサロン2022（2022年1月14日 - 16日、幕張メッセ） - イメージガール「A-class」[1]
- コミックマーケット100（2022年8月13日 - 14日、東京ビッグサイト） - 「ガーディアンテイルズ」・ミヤのコスプレを披露[42]
- 東京ゲームショウ2022（2022年9月16日 - 18日、幕張メッセ） - 「勝利の女神:NIKKE」・マリアンのコスプレを披露[43]
- 東京オートサロン2023（2023年1月13日 - 15日、幕張メッセ）- 「SHIBATIRE」ブースコンパニオン[注 9]
- フレッシュフェス2023（2023年5月6日、しらこばと水上公園）[44]
- D1 GRAND PRIX2023 Round.1（2023年5月13日、奥伊吹モーターパーク）- 「SHIBATIRE」レースクイーンとしてスポット参加[45]
- 東京オートサロン2024（2024年1月12日 - 14日、幕張メッセ） - 「SHIBATIRE」ブースコンパニオン[注 10]

### 雑誌
- 週刊ヤングジャンプ 2020年24号「サキドルエースSURVIVAL」（2020年5月13日発売、集英社）[7]
- ヤングアニマル 2020年22号「NEXTコスプレイヤーズ写真集」（2020年11月13日発売、白泉社）[46]
- 週刊プレイボーイ 2020年50号「A-class“ハーレムへようこそ”」（2021年11月29日発売、集英社）[47]

### 動画
- ぼくチラ。【チラのみ。】おじさんにドハマリ!?愛人気質の八頭身美少女アイドルに色々聞いてみた! - YouTube（2020年4月28日）
- リアルアキバボーイズ 【あつき・ゾマ】Twitterでバズりまくったあの動画を「完全再現」!! もってけ!セーラーふく - YouTube（2022年2月10日）[注 11]